# 10月30日 (旧暦)
旧暦10月30日は旧暦10月の30日目である。年によっては10月の最終日となる。六曜は先負である。

## 誕生日
- 慶長元年（グレゴリオ暦1596年12月19日） - 松平信綱、江戸幕府老中（+ 1662年）
- 康熙17年（グレゴリオ暦1678年12月3日） - 雍正帝、清の5代皇帝（+ 1735年）

## 忌日
- 嘉暦元年（ユリウス暦1326年11月25日） - 惟康親王、鎌倉幕府7代将軍（* 1264年）
- 明和6年（グレゴリオ暦1769年11月27日） - 賀茂真淵[1]、国学者（* 1697年）
- 嘉永3年（グレゴリオ暦1850年12月3日） - 高野長英、蘭学医（* 1804年）